# Esther Chebet
Esther Chebet (* 9. Oktober 1997) ist eine ugandische Leichtathletin, die sich auf den Mittel- und Langstreckenlauf spezialisiert hat.

## Karriere
Erste internationale Erfahrungen sammelte Esther Chebet 2015 bei den Juniorenafrikameisterschaften in Addis Abeba, bei denen sie im 800-Meter-Lauf in 2:22,70 min den sechsten Platz belegte. Im Jahr darauf gelangte sie bei den U20-Weltmeisterschaften in Bydgoszcz bis in das Halbfinale, in dem sie mit 2:05,47 min ausschied. 2017 qualifizierte sie sich im 1500-Meter-Lauf für die Weltmeisterschaften in London, bei denen sie mit 4:14,12 min im Vorlauf ausschied. Bei den Crosslauf-Weltmeisterschaften 2019 in Aarhus erreichte sie nach 37:36 min Rang 14 und sicherte sich in der Teamwertung die Bronzemedaille. Im August nahm sie erstmals an den Afrikaspielen in Rabat teil, bei denen sie in 4:21,04 min den fünften Platz über 1500 Meter belegte. Anschließend verpasste sie bei den Weltmeisterschaften in Doha mit 4:08,89 min den Finaleinzug über 1500 m. 2021 qualifizierte sie sich im 5000-Meter-Lauf für die Olympischen Sommerspiele in Tokio und schied dort mit 15:11,47 min in der Vorrunde aus.
2022 startete sie über 5000 Meter bei den Weltmeisterschaften in Eugene und verpasste dort mit 15:26,40 min den Finaleinzug. Nach einem Jahr Wettkampfpause gewann sie 2024 bei den Afrikameisterschaften in Douala in 4:06,90 min die Bronzemedaille über 1500 Meter hinter der Äthiopierin Saron Berhe und Caroline Nyaga aus Kenia. Zudem belegte sie in 16:01,75 min den fünften Platz über 5000 Meter. Anschließend verpasste sie bei den Olympischen Sommerspielen in Paris mit 15:10,46 min den Finaleinzug über 5000 Meter. 

## Persönliche Bestzeiten
- 800 Meter: 2:03,1 min, 3. September 2016 in Eldoret
- 1500 Meter: 4:02,90 min, 21. Mai 2019 in Nanjing
- Meile: 4:28,16 min, 6. Juli 2017 in Lausanne
- 3000 Meter: 9:04,96 min, 22. Mai 2021 in Kampala
- 5000 Meter: 15:00,18 min, 23. Mai 2024 in Asti